# Aparicio (apellido)
El apellido Aparicio es muy antiguo y de origen vasco.  Los primitivos solares de este linaje estuvieron asentados en las encartaciones del Señorío de Vizcaya.
El Cronista Juan de Mendoza, en su manuscrito conservado en la biblioteca Nacional, recoge este linaje como originario del Señorío de Vizcaya, donde encontramos una casa solar sita en las Encartaciones alrededor del siglo VIII.
Por su parte Francisco Piferrer, recogiendo este apellido dice: "Su primitivo solar y casa fuerte fue edificada para defensa de posibles agresiones de moros, que dominaron estos reinos desde el año 714, en la entrada de las Encartaciones del Señorío de Vizcaya".
Este linaje tuvo también casa solar llamada "Aparicio de Uribe", sita en Arrieta (Vizcaya), que era infanzona y de las más antiguas y principales de Vizcaya, según reconoció este Señorío en carta fechada en Bilbao el 23 de noviembre de 1693, dirigida al Obispo de León, Juan Aparicio Navarro, que se inserta en la obra "Los Aparicio", de Valentín Dávila Jalón.
Una rama de los Aparicio se asentó en el Valle de Ruesga en Cantabria y de ahí fueron extendiéndose por Asturias, ambas Castillas, Extremadura, Murcia, Toledo y Madrid. 
Los genealogistas hermanos Arturo y Alberto García Carraffa, en su "Enciclopedia Hispanoamericana de Heráldica, Genealogía y Onomástica", dicen que los primitivos solares de este linaje estuvieron asentados en las encartaciones del Señorío de Vizcaya.

## Etimología
Según algunos Aparicio es un patronímico derivado del nombre de origen latino Apparitio, nombre que en la Edad Media se le daba a la fiesta de la Epifanía. Se ponía este nombre a los niños nacidos el día de dicha fiesta (6 de enero).[cita requerida]
La grafía vasca del apellido es Aparizio.